# Distretto di Guelma
Il distretto di Guelma è un distretto della provincia di Guelma, in Algeria.

## Comuni
Il distretto di Guelma comprende 2 comuni:
- Guelma
- Ben Djerrah